# Chrotomys whiteheadi
Chrotomys whiteheadi är en däggdjursart som beskrevs av Thomas 1895. Chrotomys whiteheadi ingår i släktet randråttor, och familjen råttdjur. Inga underarter finns listade i Catalogue of Life.
Arten blir med svans 254 till 310 mm lång, svansens längd är 95 till 135 mm och vikten är 105 till 190 g. Djuret har 36 till 40 mm långa bakfötter och 23 till 27 mm stora öron. Bålen är robust och svansen är tjock. Huvudet kännetecknas av små ögon och en lång nos. Ryggens mjuka och täta päls har en svartbrun färg. Dessutom finns en ljus längsgående strimma från huvudet till svansroten. Vuxna exemplar har vanligen en bredare ljus strimma. Jämförd med Chrotomys mindorensis har arten en blekare päls med längre hår. Chrotomys silaceus saknar den ljusa strimman. Honans fyra spenar ligger vid ljumsken. Arten har en diploid kromosomuppsättning med 38 kromosomer (2n=38) vad som skiljer den från flera andra gnagare på ön.
Denna gnagare förekommer på ön Luzon som tillhör Filippinerna. Arten vistas i bergstrakter mellan 900 och 2700 meter över havet. Habitatet utgörs av skogar och trädgårdar men djuret undviker öppna landskap. Individerna äter främst daggmaskar.
Chrotomys whiteheadi delar reviret med flera andra gnagare. Den kan vara dag- och nattaktiv. Arten äter även snäckan Pomacea canaliculata som är ett skadedjur i jordbruksområden. Honor var oftast dräktiga med två ungar.
Några populationer hotas av landskapsförändringar. Allmänt är arten vanligt förekommande. IUCN kategoriserar arten globalt som livskraftig.